# Katrin von Maltzahn
Katrin von Maltzahn (* 11. Februar 1964 in Rostock) ist eine deutsche Professorin, Malerin und Grafikerin. Sie lebt und arbeitet in Bremen, Berlin und in Leipzig.

## Leben
Katrin von Maltzahn wuchs in der DDR auf. Von 1985 bis 1991 studierte sie an der Hochschule der Künste in Berlin bei Raimund Girke und an der Cooper Union in New York bei Jack Whitten, Don Kunz und Robert Slutzky.
1997/1998 hatte sie einen Lehrauftrag: „Common Sense von Farbe“, Ästhetische Praxis / künstlerische Grundlagen, Universität der Künste Berlin, Fakultät Gestaltung (Design). 2002–2005 folgte ein Lehrauftrag: „Camouflage - Farbe zwischen Menschen und Häusern“, Ästhetische Praxis / künstlerische Grundlagen, Universität der Künste Berlin, Fakultät Gestaltung (Design).
2005–2007 war sie Stipendiatin des Dorothea Erxlebenprogramms und bekam Lehraufträge an der Hochschule für Bildende Künste Braunschweig. 2009–2014 war sie Professorin für Druckgrafik an der Hochschule für Grafik und Buchkunst Leipzig (HGB).
Seit 2014 ist sie Professorin für Zeichnung und Malerei an der Hochschule für Künste Bremen (HFK).
In ihrer Lehre ist von Maltzahn für ihre multidisziplinären Kooperations-Projekte bekannt geworden, wie z. B. „Beyond the Line“ (Braunschweig 2007, Johannesburg 2009) oder „Schnittstelle Druck“ (Leipzig, seit 2010).
Katrin von Maltzahn ist Mitglied im Deutschen Künstlerbund.

## Werk
Katrin von Maltzahn beschäftigt sich in ihrem Werk mit Untersuchungen über Bedeutungen unterschiedlicher Zeichensysteme. Mit dem Ausgangspunkt in der Malerei arbeitet sie technikübergreifend. Seit Mitte der neunziger Jahre hat sie durch die enge Zusammenarbeit mit dem Kupferdrucker Niels Borch Jensen, Kopenhagen, einen zweiten Schwerpunkt in der Druckgrafik entwickelt. Im zeitgenössischen Feld der Druckgrafik hat sie dazu beigetragen, gedruckten Kunstwerken einen autonomen Status zu geben und auf der gleichen Ebene wie Unikate zu behandeln. Das heißt, es wird nicht vorrangig in druckgrafischen Kategorien der 60er Jahre (Auflagenhöhe, demokratische Kunst) gedacht, sondern als ein adäquates Mittel zum Ausdruck von künstlerischen Ideen.
Zu ihrer 2012 Ausstellung im Brandenburgischen Kunstverein Potsdam schrieb Gerrit Gohlke: „Katrin von Maltzahns Ausstellung ‚Alphabet‘ zeigt eine Welt von Zeichen und Zeichenmaschinen – die sich unter der Hand der Künstlerin aber aus der gewohnten Ordnung befreien. Vom Computerbauteil bis zum Bibliotheksgrundriss entwickelt die Künstlerin Chiffren, die sich aber aus ihren Funktionen befreien. Am Ende ist das Zeichen stärker als das Alphabet.“
Ihr Buch Japan Guide wurde als eines der 25 schönsten deutschen Bücher 2023 ausgezeichnet.

## Ausstellungen (Auswahl 2007–2012)
- 2012 – Alphabet, BKV Brandenburgischer Kunstverein, Potsdam
- 2012 – on moons, maps and butterflies, Katrin von Maltzahn & Ebba Matz, Kunstverein Tiergarten, Berlin
- 2011 – Familiarity, Vantaa Artmuseum, Vantaa, Finland
- 2010 – /+\ =X, serialworks studio, Capetown, South Africa
- 2009 – Koordinaten MV. Vom Wesen des Wandels, Staatliches Museum Schwerin
- 2009 – Three private views, Niels Borch Jensen, Berlin
- 2008 – Hybrid, Architektur Galerie Berlin – Werkraum (mit Modersohn & Freiesleben, Architekten)
- 2008 – 50 Jahre documenta – Archive in motion, Kumu Art Museum, Tallinn, Estland
- 2007 – Die Macht der Sprache, Akademie der Künste am Pariser Platz, Berlin
- 2007 – Kempelen – Man in the Machine, Mücsarnok Kunsthalle Budapest & ZKM Karlsruhe
- 2007 – Jorge Luís Borges visited Melbourne for 10 days, RMIT School of Art Gallery, Melbourne
- 2007 – 50 Jahre documenta – Archive in motion, Zendai MoMa, Shanghai, China & National Museum of Singapore

## Publikationen (Auswahl)
- von Maltzahn, Katrin: Japan Guide. Ein Glossar aus 229 Wörtern. Textem Verlag, Hamburg 2022, ISBN 978-3-86485-275-6
- von Maltzahn, Katrin; Schieren, Mona (Hrsg.): Re: Bunker. Erinnerungskulturen, Analogien. Technoide Mentalitäten, argobooks Berlin, 2019 und Bd. 10358 / Schriftenreihe Bundeszentrale für politische Bildung, Bonn 2019
- Blume, Julia; von Maltzahn, Katrin (Hrsg.): Imaginäres Museum, HGB Leipzig, 2014
- Blank, Joachim; von Maltzahn, Katrin (Hrsg.): Copy & Repeat, Stadt- und Kreissparkasse Leipzig, 2013
- von Maltzahn, Katrin: Records, Journal, Survey, argobooks Berlin, Berlin 2012
- Modersohn & Freiesleben; von Maltzahn, Katrin: Hybrid, argobooks Berlin, Berlin 2008
- von Maltzahn, Katrin; Christopher, Natasha (Hrsg.): Beyond the Line – Johannesburg, Wits School of Arts, University of Witwatersrand, Johannesburg 2009
- von Maltzahn, Katrin; Grzymala, Monika (Hrsg.): Beyond the Line – Braunschweig, Hochschule für Bildende Künste Braunschweig und Herzog Anton Ulrich-Museum, Braunschweig 2007
- von Maltzahn, Katrin: Katrin von Maltzahn 1996-99, Wiens Verlag, Berlin 1999